# Guatteria jefensis
Guatteria jefensis là một loài thực vật thuộc họ Annonaceae. Đây là loài đặc hữu của Panama. Chúng hiện đang bị đe dọa vì mất môi trường sống.